# باتريك هيس
باتريك هيس (بالفرنسية: Patrick Hesse)‏ هو لاعب كرة قدم فرنسي، ولد في 1956 في فرنسا.